# Hypothèse de Stokes
Pour les articles homonymes, voir Stokes.
La dérivation des équations de Navier-Stokes par la méthode des lois de conservation à l'échelle macroscopique ne permet pas d'exprimer  le tenseur des contraintes visqueuses. Il faut ajouter l'hypothèse du fluide newtonien. Même à ce stade il reste une constante inconnue dans le tenseur. George Gabriel Stokes a proposé en 1845 une expression a priori permettant de calculer cette inconnue, c'est l'hypothèse de Stokes.
Cette proposition est restée à l'état d'hypothèse jusqu'aux travaux de Sydney Chapman et David Enskog en 1916-1917 qui l'ont justifiée pour un gaz peu dense (pour lequel la durée d'interaction lors d'une collision moléculaire est négligeable devant la durée moyenne de vol libre) en résolvant l'équation de Boltzmann par une méthode de perturbations de la distribution d'équilibre thermodynamique : c'est la méthode de Chapman-Enskog.

## Hypothèse du fluide newtonien
On note :
- {\displaystyle \sigma _{ij}} le tenseur des contraintes ou tenseur de pression,
- {\displaystyle \tau _{ij}} le tenseur des contraintes visqueuses,
- {\displaystyle S_{kl}} le tenseur des vitesses de déformation.

On suppose :
- que pour un fluide au repos la contrainte est hydrostatique donc isotrope

{\displaystyle \sigma _{ij}=-p\delta _{ij}}
On définit de cette manière une pression qui, pour un gaz, est la pression thermodynamique elle-même définie par une équation d'état. Dans le cas d'un gaz parfait celle-ci est reliée à la température T par la relation {\displaystyle p=nkT} où n est le nombre de particules par unité de volume et k la constante de Boltzmann.
Le tenseur des contraintes visqueuses s'en déduit comme le terme supplémentaire induit par le mouvement du fluide
{\displaystyle \sigma _{ij}=-p\delta _{ij}+\tau _{ij}}
- que le fluide est isotrope (la relation contrainte-déformation est indépendante du système de coordonnées). On suppose de plus que la relation contrainte-déformation est linéaire. On peut alors écrire le tenseur de contraintes sous la forme suivante[2]

{\displaystyle \sigma _{ij}=-p\delta _{ij}+\lambda \,\nabla \cdot \mathbf {V} \,\delta _{ij}+\mu \left[\nabla \mathbf {V} +\left(\nabla \mathbf {V} \right)^{t}-{\frac {2}{3}}\nabla \cdot \mathbf {V} \,\delta _{ij}\right]}
où {\displaystyle \mu } est la viscosité dynamique liée au cisaillement, le dernier terme dans l'équation ci-dessus, et {\displaystyle \lambda } la viscosité volumique relative à une dilatation (second terme). 
On introduit parfois la seconde viscosité {\displaystyle \beta =\lambda -{\frac {2}{3}}\mu }, auquel cas on écrira :
{\displaystyle \sigma _{ij}=-p\delta _{ij}+\mu \left[\nabla \mathbf {V} +\left(\nabla \mathbf {V} \right)^{t}-{\frac {2}{3}}\nabla \cdot \mathbf {V} \,\delta _{ij}\right]+\left(\beta +{\frac {2}{3}}\mu \right)\nabla \cdot \mathbf {V} \,\delta _{ij}}

## Hypothèse de Stokes
Si on ignore la viscosité liée à la dilatation {\displaystyle \lambda =0} ou
{\displaystyle \beta +{\frac {2}{3}}\mu =0}
La résolution de l'équation de Boltzmann pour les gaz peu denses a montré que ceci était vrai en l'absence d'échanges entre énergie de translation ou de rotation et énergie interne au cours d'une interaction à l'échelle moléculaire et a été vérifié par l'expérience sur des gaz monoatomiques. Dans le cas contraire il existe une pression qui vient s'ajouter à la pression thermodynamique. Cette valeur est généralement très faible mais a été mise en évidence pour divers gaz polyatomiques.
Dans le cas de gaz denses ou de liquides David Enskog a montré que la relation de Stokes était violée. Mais, à la différence des gaz peu denses, cette théorie ne permet pas le calcul des coefficients de viscosité à partir des interactions moléculaires.